# Gatunek oportunistyczny
Gatunek oportunistyczny – gatunek o niskim poziomie specjalizacji, mogący żyć w różnych siedliskach i łatwo przystosowujący się do zmian warunków środowiskowych. 
Organizm oportunistyczny jest ogólnie definiowany jako gatunek, który może żyć i dobrze się rozwijać w zmiennych warunkach środowiskowych, i pobierać pokarm z wielu różnych źródeł żywności (oportunizm pokarmowy, nazywany też żywieniowym lub żerowiskowym), lub może szybko skorzystać z dogodnych warunków, gdy się pojawiają, ponieważ jest behawioralnie wystarczająco elastyczny. Takie gatunki mogą na przykład odłożyć reprodukcję lub pozostawać w stanie uśpienia, dopóki warunki nie umożliwią im rozwoju i reprodukcji (oportunizm rozrodczy). 
Gatunki oportunistyczne są zdolne do wykorzystywania zmiennych, niemożliwych do przewidzenia lub przejściowych środowisk i zazwyczaj mają dużą zdolność rozprzestrzeniania się i szybkiego tempa wzrostu populacji (gatunki inwazyjne, gatunki pionierskie). Przykładowymi oportunistami żywieniowymi są: lis rudy, dzik, kruk, babka łysa, trawianka, czy kurek czerwony.
Niektóre gatunki określa się jako oportunistyczne z ekologicznego punktu widzenia. Ten typ gatunków oportunistycznych nie zależy od konkretnego siedliska i jest raczej związany z konkurencją międzygatunkową, lepiej przeciwstawia się dokonywanym przez człowieka modyfikacjom środowiska i może kolonizować wiele różnych środowisk, również sztucznych, takich jak miasta.
Oportunistyczne zachowania zwierząt są powszechnie spotykane w przyrodzie. Są one badane w takich dyscyplinach biologicznych jak biologia ewolucyjna, ekologia, epidemiologia i etiologia, w których nie stosuje się moralnych lub osądowych wydźwięków. 
W mikrobiologii oportunizm odnosi się do zdolności normalnie niepatogennego mikroorganizmu do działania jako patogen w pewnych okolicznościach. Oportunistyczne mikroorganizmy (takie jak bakterie, wirusy, grzyby i pierwotniaki) to takie, które podczas inwazji na organizm gospodarza mogą powodować w nim infekcję, ale wywołują prawdziwą chorobę tylko wtedy, gdy naturalne mechanizmy obronne, odporność lub układ immunologiczny organizmu gospodarza jest obniżony.
W makrobiologii zachowanie oportunistyczne organizmu ogólnie oznacza, że jest on w stanie wykorzystać różne sposobności w swoim środowisku, aby przetrwać i rozwijać się. Zwierzęta wykazują zachowania oportunistyczne, gdy mogą zidentyfikować korzystne okoliczności dla swoich działań, nawet gdy otoczenie jest nieoptymalne (tj. gdy napotkane bodźce są a priori słabo motywujące). Im silniejsza jest motywacja do zadania, tym częściej zwierzęta przyjmują za istotne te bodźce, na które wcześniej nie zwracały uwagi.